# NGC 1035
NGC 1035 је спирална галаксија у сазвежђу Кит која се налази на NGC листи објеката дубоког неба.
Деклинација објекта је - 8° 7' 57" а ректасцензија 2h 39m 29,0s. Привидна величина (магнитуда) објекта NGC 1035 износи 12,2 а фотографска магнитуда 12,9. Налази се на удаљености од 18,704 милиона парсека од Сунца. NGC 1035 је још познат и под ознакама MCG -1-7-27, IRAS 02370-0820, PGC 10065.